# 上海梅山冶金公司医院
上海梅山冶金公司医院，是中华人民共和国江苏省的一所医院，为二级甲等医院，位于南京市雨花台区中华门外。

## 规模
上海梅山冶金公司医院总床位400张，日门诊量307人次。